# MTV Europe Music Award al miglior artista rap
L'MTV Europe Music Award al miglior artista rap (MTV Europe Music Award for Best Rap) è stato uno dei premi dell'MTV Europe Music Award, che è stato assegnato dal 1997 al 1998.

## Albo d'oro

### Anni 1990
| Anno | Vincitore    | Nominati                                                   |
| ---- | ------------ | ---------------------------------------------------------- |
| 1997 | Will Smith   | - Blackstreet - Coolio - Puff Daddy - The Notorious B.I.G. |
| 1998 | Beastie Boys | - Puff Daddy - Missy Elliott - Pras - Busta Rhymes         |